# Optische vezel

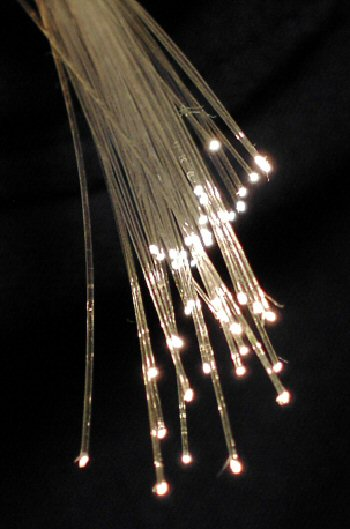
Een bundel optische vezels

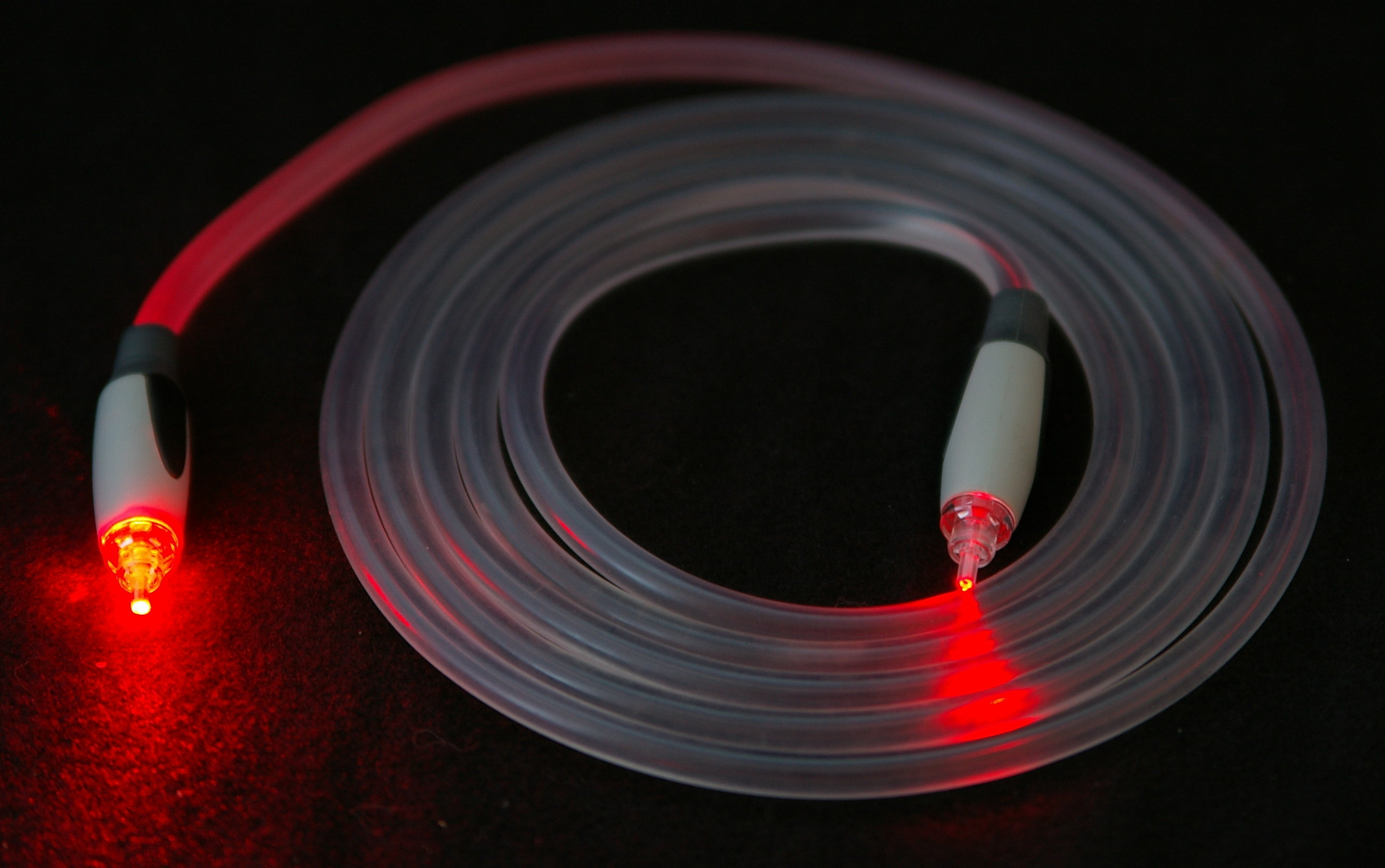
Een TOSLINK optische audiokabel

Een optische vezel is een vezel van glas of kunststof, die in de vorm van een optische kabel licht kan geleiden. Dit maakt het mogelijk signalen snel en betrouwbaar over grote afstanden te transporteren.
Optische vezels worden op grote schaal toegepast in onder andere optische communicatie, waarbij gegevensuitwisseling over grotere afstand en met grotere snelheid mogelijk wordt. Signalen verplaatsen zich sneller en met minder storing langs een optische vezel dan door een traditionele koperdraad. Bovendien zijn optische vezels niet gevoelig voor elektromagnetische storing. Verder worden optische vezels toegepast voor verlichting, of in bundels samengepakt zodat er afbeeldingen op te zien zijn.
Onder andere glasvezel wordt veel gebruikt als optische vezel.

## Geschiedenis
Het principe van optische vezels is al vrij oud. Het geleiden van licht via lichtbreking werd al gedemonstreerd in de jaren 40 van de 19e eeuw door Daniel Colladon en Jacques Babinet. Praktische toepassingen hiervan verschenen al begin 20e eeuw. Onder andere radiopionier Clarence Hansell en televisiepionier John Logie Baird deden onderzoek naar de mogelijkheden van optische vezels. Aanvankelijk werd de techniek vooral geschikt geacht voor medische doeleinden. In 1952 deed natuurkundige Narinder Singh Kapany experimenten die leidden tot de uitvinding van de eerste optische vezel. Optische vezels zoals we die nu kennen verschenen later in de jaren 50.
Jun-ichi Nishizawa, een Japanse wetenschapper aan de Universiteit van Tohoku, was de eerste die met het idee kwam om optische vezels te gebruiken voor communicatiedoeleinden. Nishizawa ontwikkelde tevens andere technologieën die bijdroegen aan de ontwikkeling van de optische communicatie. Zo kwam hij in 1964 met de graded-index optische vezel, waarmee licht van een halfgeleidende laser over lange afstand verstuurd kon worden met minimaal verlies van signaal.
In 1965 waren Charles Kao en George A. Hockham van het Britse bedrijf Standard Telephones and Cables (STC) de eersten die met het idee kwamen dat het verlies van signaalintensiteit in optische vezels kon worden teruggebracht naar minder dan 20 decibels per kilometer (dB/km). Hierdoor werden optische vezels steeds praktischer als communicatiemiddel. Volgens Kao en Hockham kwam het verlies van signaalintensiteit vooral door de kwaliteit van de vezels die destijds werden gebruikt, en niet door effecten als verspreiding van het licht. Deze ontdekking leverde Kao in 2009 de Nobelprijs voor de Natuurkunde op.
Optische vezels met een verlies van signaal minder dan 20 dB/km werden voor het eerst gedemonstreerd in 1970 door onderzoekers Robert D. Maurer, Donald Keck, Peter C. Schultz, en Frank Zimar. Zij maakten een vezel met een verlies van 17 dB/km door een vezel van silicaglas te doteren met titanium. Een paar jaar later maakten ze een vezel met slechts 4 dB/km verlies.
In 1991 leidde de opkomst van onderzoek naar fotonisch kristal tot de ontwikkeling van de eerste fotonisch kristallen-vezel. De eerste van deze vezels kwam in 2000 op de markt.

## Werking

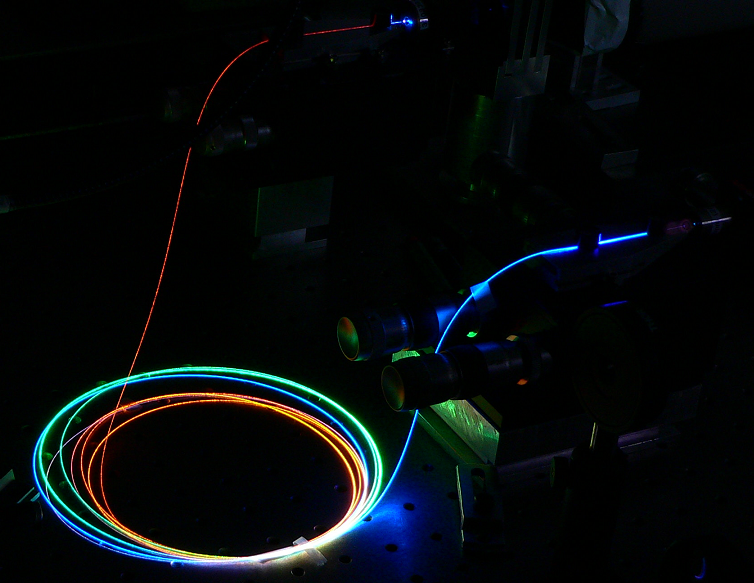
Afbeelding 3. Supercontinuüm in een vezel met nano-structuur.

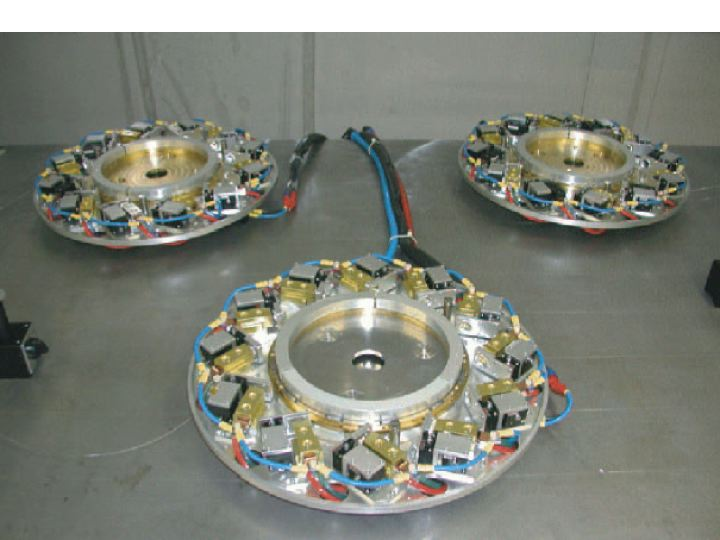
Afbeelding 4. Op optische vezel gebaseerde lasers.

Het geleiden van licht wordt bewerkstelligd door de vezel samen te stellen uit materialen met verschillende brekingsindices, zodat in de vezel als het ware een spiegelend vlak tussen de kern en de mantel ontstaat dat het licht binnenhoudt. Omdat deze spiegel alleen onder bepaalde hoeken volledig reflecteert moet het invallende licht aan bepaalde eisen voldoen.

### Step-index vezels
De oudste techniek is het gebruik van twee lagen materiaal (de kern en de mantel), elk met een eigen brekingsindex, de zogeheten step-index vezels. Het licht dat binnen de vezel blijft weerkaatst op deze grenslaag tussen kern en mantel. Deze werkwijze heeft -indien de vezel dik is- het nadeel dat verschillende 'stralen' (modi) verschillende weglengtes doorlopen, en dus verschillende doorlooptijden hebben. Een lichtpuls zal hierdoor na transmissie door de vezel in de tijd zijn uitgesmeerd. Men noemt dit effect multimode-dispersie. Door de vezelkern zo smal te maken dat maar één mode 'in de vezel past' ontstaat de single-mode (of mono-mode) step-index vezel, waarbij minder multimode-dispersie optreedt, maar de demping hoger is.

### Gradient-index vezels
Een andere oplossing voor multimode-dispersie bestaat uit het van binnen naar buiten geleidelijk veranderen van de brekingsindex. Hierdoor verandert de snelheid van het licht geleidelijk met de afstand tot het centrum van de vezel. Stralen die naar buiten gericht zijn worden hierdoor weer in de richting van de kern teruggebogen. Het is mogelijk het verloop van de brekingindex zo te kiezen dat de modi met langere padlengtes toch dezelfde tijd in de vezel verblijven. Hierdoor kan de multimode-dispersie in zekere mate, en met minder demping dan een mono-mode vezel, worden opgeheven.

### Speciale vezels
Optische vezels hebben, in combinatie met een aantal technieken in de loop der tijd een breed toepassingsgebied ingenomen. De bekendste van deze technieken zijn: audio en internet.

#### Structuren
Aan de vezelconstructie kunnen structuren worden toegevoegd om bepaalde effecten te bereiken. Een voorbeeld hiervan is een vezel waarin mechanische spanning zorgt voor dubbelbreking in de kern, waardoor polarisatie behouden blijft.

#### Doteren
Door het toevoegen van bepaalde stoffen (bv. erbium) aan een vezel (doteren), is het mogelijk om bruikbare niet-lineaire effecten in vezels te introduceren. In een niet-lineair systeem is de som van de reacties op twee excitaties niet gelijk aan de reactie op de som van de excitaties, en in zo'n systeem kunnen lichtpulsen elkaar beïnvloeden. Een vezel kan hierdoor bijvoorbeeld als versterker gebruikt worden.

#### Nano-structuur
Door het aanbrengen van een nano-structuur in de permittiviteit van het medium ontstaat het eerder genoemde fotonische kristal. Hierin kan licht met nog meer niet-lineariteit bewerkt worden, zoals bij het door spectrumverbreding ontstane supercontinuüm in afbeelding 3.

## Speciale toepassingen
De genoemde technieken hebben een gamma aan op vezels gebaseerde optische gereedschappen opgeleverd. Zo kan men onder andere:
- Energie van een 'voedingslaser' overdragen op signalen (solitons) in de vezel, en zo versterking bewerkstelligen;
- Pulsen verbreden en versmallen (dispersion compensation fiber);
- Vezels gebruiken als laser;
- Uit een mode een spectrum maken.